# Stazione di Steinen (Germania)
La stazione di Steinen è una stazione ferroviaria posta sulla linea Basilea-Zell ("Wiesentalbahn"), in Germania. Serve l'omonimo centro abitato.